# Áreas protegidas de Gabón

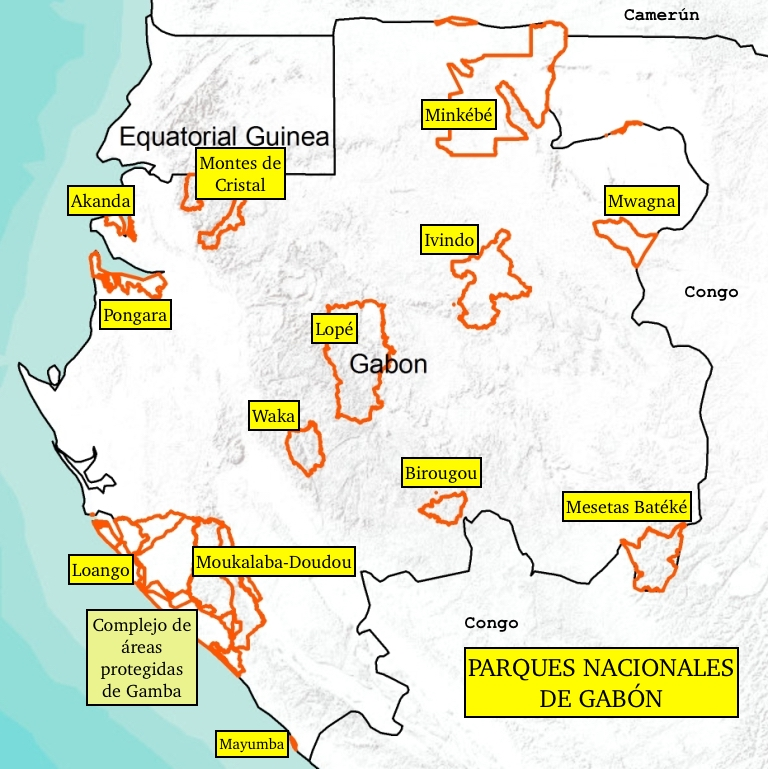
Parques nacionales de Gabón y Complejo de áreas protegidas de Gamba, que incluye dos parques nacionales, dos sitios Ramsar y varias reservas naturales.

Según la IUCN, en Gabón, en 2024, hay 63 áreas protegidas con una superficie total de 59.491 km² terrestres, el 22,7% del territorio (262.087 km²), y 54.041 km² de áreas marinas, el 26,88% de los 201.053 km² que pertenecen al país. Gabón es pues, uno de los países con más superficie protegida del mundo. Hay 13 parques nacionales, 9 áreas marinas, 11 reservas acuáticas, 1 reserva presidencial, 1 santuario de la naturaleza (Begnoung), 5 áreas de caza, 9 sitios históricos, 1 reserva de fauna y 1 arboreto. Además, hay 1 reserva de la biosfera de la Unesco, 2 sitios patrimonio de la humanidad y 9 sitios Ramsar.

## Parques nacionales

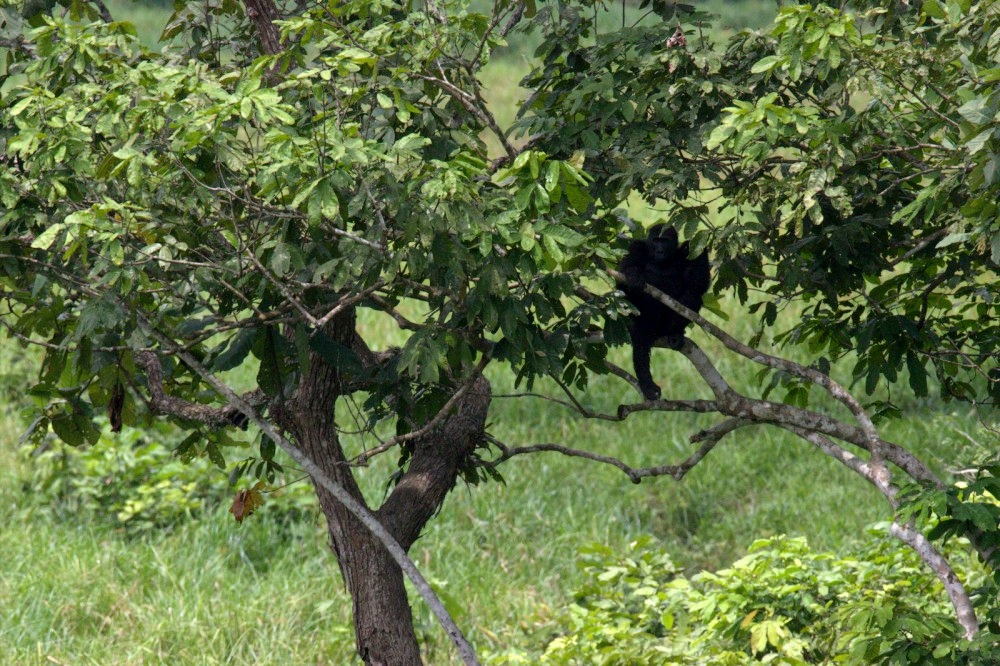
Gorila en el parque nacional de Ivindo.

Los 13 parques nacionales fueron creados en 2012 por el presidente Omar Bongo, que creó al mismo tiempo la Agencia Nacional para los Parques Nacionales (Agence nationale des parcs nationaux), responsable de su gestión.
- Parque nacional de Akanda, 540 km²
- Parque nacional de Birougou, 690 km²
- Parque nacional de Ivindo, 3000 km²
- Parque nacional de Loango, 1550 km²
- Parque nacional de Lopé, 4910 km²
- Parque nacional de Mayumba, 870 km²
- Parque nacional de Minkébé, 7570 km²
- Parque nacional de los Montes de Cristal, 1200 km²
- Parque nacional de Moukalaba-Doudou, 4500 km²
- Parque nacional de Mwagna, 1160 km²
- Parque nacional de las Mesetas Batéké, 2034 km²
- Parque nacional de Pongara, 929 km²
- Parque nacional de la Waka, 1060 km²

## Áreas marinas

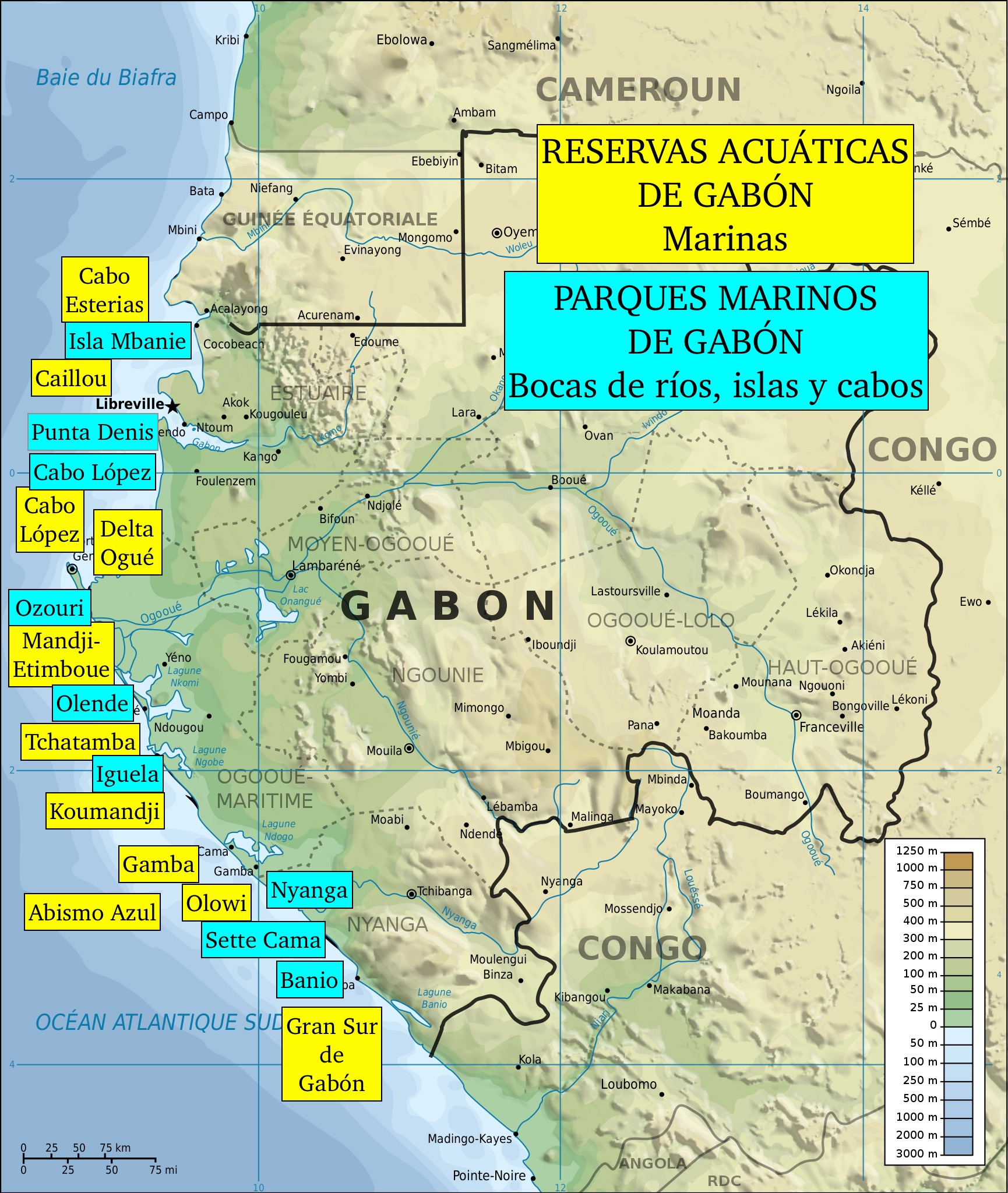
Reservas acuáticas y parques marinos de Gabón

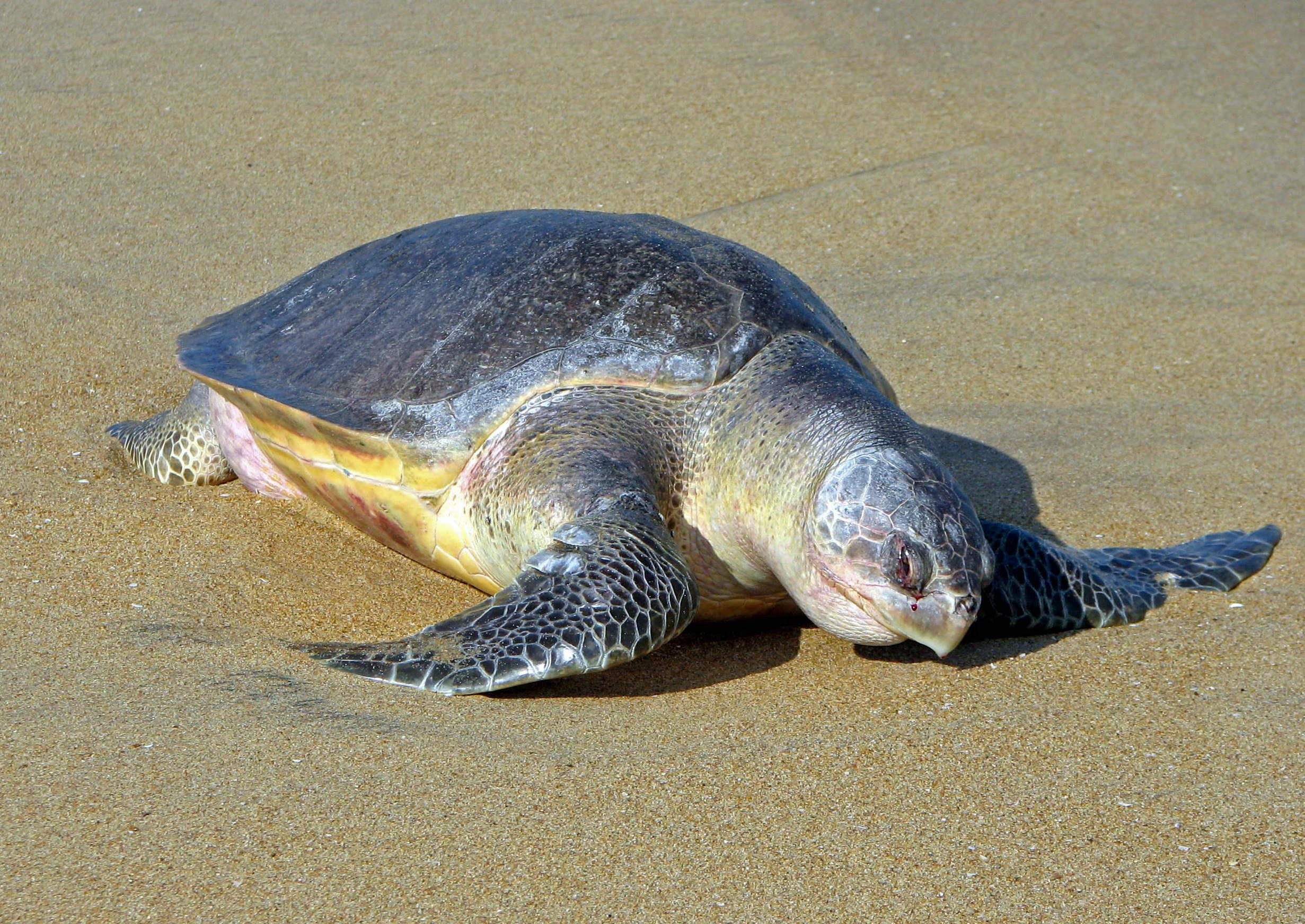
Tortuga olivácea

- Parque marino de la desembocadura del Olende, 139 km2
- Parque marino de la Punta Denis, 616 km2
- Parque marino de la desembocadura del Nyanga, 68 km2
- Parque marino de la isla Mbanie, 313 km2
- Parque marino del cabo López, 12 km2
- Parque marino de la desembocadura del Ozuri, 116 km2
- Parque marino de la desembocadura del Banio, 39 km2
- Parque marino de la desembocadura del Iguela, 221 km2
- Parque marino de la desembocadura del Sette Cama, 210 km2

#### Reservas acuáticas
- Reserva acuática de Mandji-Etimboue, 4065 km2. Entre el cabo López al norte y Omboué, al sur, frente a la cuenca inferior del río Ogüé. Se practica la pesca de cerco en la playa.[3]
- Reserva acuática de Gamba, 107 km2. Frente a la localidad de Gamba y la laguna Ndogo.
- Reserva acuática de los cañones del cabo López, 9912 km2
- Reserva acuática del Gran Sur de Gabón, 27.562 km2
- Reserva acuática de Koumandji, 1350 km2
- Reserva acuática del Abismo Azul, 7064 km2
- Reserva acuática del delta del Ogooue, 420 km2
- Reserva acuática de Caillou, 86 km2
- Reserva acuática de Tchatamba, 228 km2
- Reserva acuática de Olowi, 216 km2
- Reserva acuática del cabo Esterias, 156 km2

En 2017, Gabón crea un área protegida formada por los 20 parques marinos y reservas acuáticas que abarca el 26 % de las aguas territoriales de Gabón y se extiende sobre unos 53.000 km2. Hay dos tipos de tortuga y 20 especies de delfines y ballenas, entre otras especies.

## Arboreto
- Arboreto de Raponda Walker, 28 ha. En el municipio de Akanda, en la provincia del Estuario, en el centro del cabo Esterias, al norte de Libreville. Es un bosque de árboles y plantas de especies variadas que se abre al océano Atlántico. Alberga la Escuela nacional de aguas y bosques de Gabón.[5] Posee 39 especies endémicas de árboles, epífitas y plantas de soto bosque, y posee 13 km de circuitos señalizados.[6] Se encuentra al oeste del Parque nacional de Akanda. Con la reserva forestal que lo rodea, abarca 67,47 km2. Tiene una extensión de 10 km de este o a oeste y de 11 km de norte a sur.[7] El nombre viene de André Raponda Walker, escritor, etnógrafo, sacerdote católico y misionero que escribió ampliamente sobre la cultura y la lengua gabonesa.

## Santuario de la naturaleza
- Santuario de la cuenca alta del Begnoung. En la zona superior del río Begnoung, como zona de compensación por el proyecto hidroeléctrico de Kinguélé-Aval, en la provincia del Estuario, al noroeste de Gabón.[8] La central hidroeléctrica de Kinguélé-Aval, en el embalse de Kinguele, se construye en el río Mbei, en los límites del Parque nacional de los Montes de Cristal, para proporcionar electricidad a Libreville, y tendrá 35 MW de potencia. El río Begnoung, también Bimvan, es un afluente del Mbei por su derecha, de norte a sur, que desemboca en el embalse. El santuario protege su cuenca, poblada de selva.[9]

## Reserva presidencial

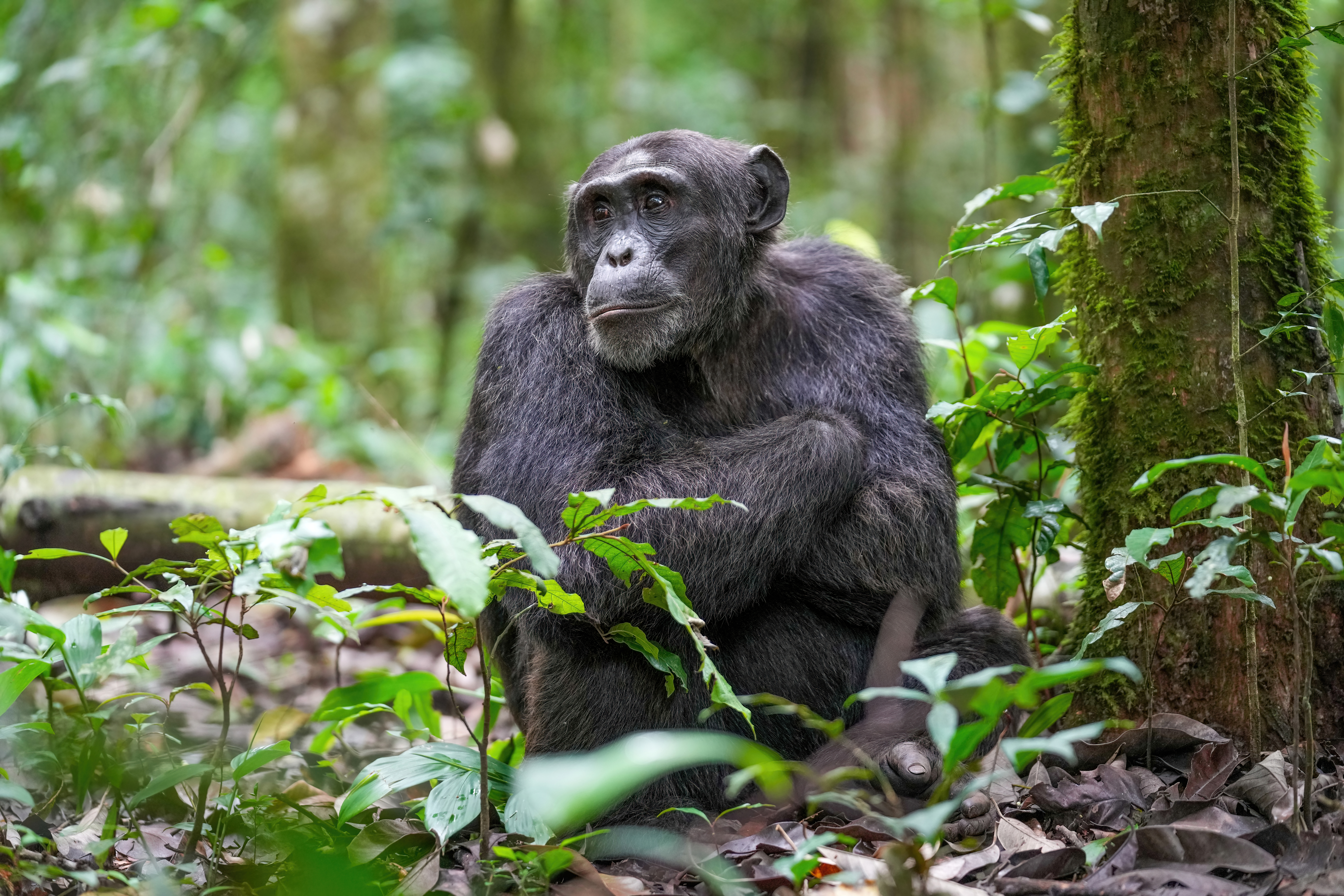
Chimpancé alfa en el Parque nacional de Kibale, en Uganda

- Reserva Presidencial de Wonga Wongué, 4265 km2. Sitio Ramsar entre Libreville y el Cabo López catalogado en 1972 como reserva presidencial o reserva de caza presidencial. Cubre una zona litoral y terrestre de cero a 200 m de altitud, con llanuras, colinas y mesetas cortadas por numerosos ríos pequeños, pantanos y humedales. En su estatus de selva tropical bastante bien conservada alberga chimpancés, elefantes, búfalos de agua, hipopótamos, gorilas y aves marinas, como el pelícano.[10] En enero de 2024, el presidente de transición general de brigada Brice Clotaire Oligui Nguema decidió la apertura al público del parque Wonga-Wongué, que hasta ese momento solo servía para uso del presidente y sus invitados.[11]

## Reservas de la biosfera de la UNESCO
- Reserva natural integral de Ipassa-Makokou, 150 km²

## Patrimonio de la humanidad
- Ecosistema y paisaje reliquia cultural de Lopé-Okanda, 5120 km². Coincide casi por completo con el Parque nacional de Lopé. Es una mezcla de sabana y bosque virgen en buen estado, con una gran diversidad de especies. Contiene evidencias del paso de diferentes pueblos, desde hace 400.000 años, en el paleolítico, que han dejado restos bien conservados en lo alto de colinas, en cuevas y refugios rocosos, evidencias de artefactos de hierro y unos 1800 petroglifos. Los restos del neolítico, la Edad del Hierro y el arte rupestre reflejan las migraciones de los bantúes y otros pueblos desde el oeste de África a lo largo del río Ogooué hacia el norte del denso bosque congoleño, y hacia el este y sur del continente, dando forma al desarrollo de la civlización en todo el África subsahariana.[12]

- Parque nacional de Ivindo

## Complejo de áreas protegidas de Gamba

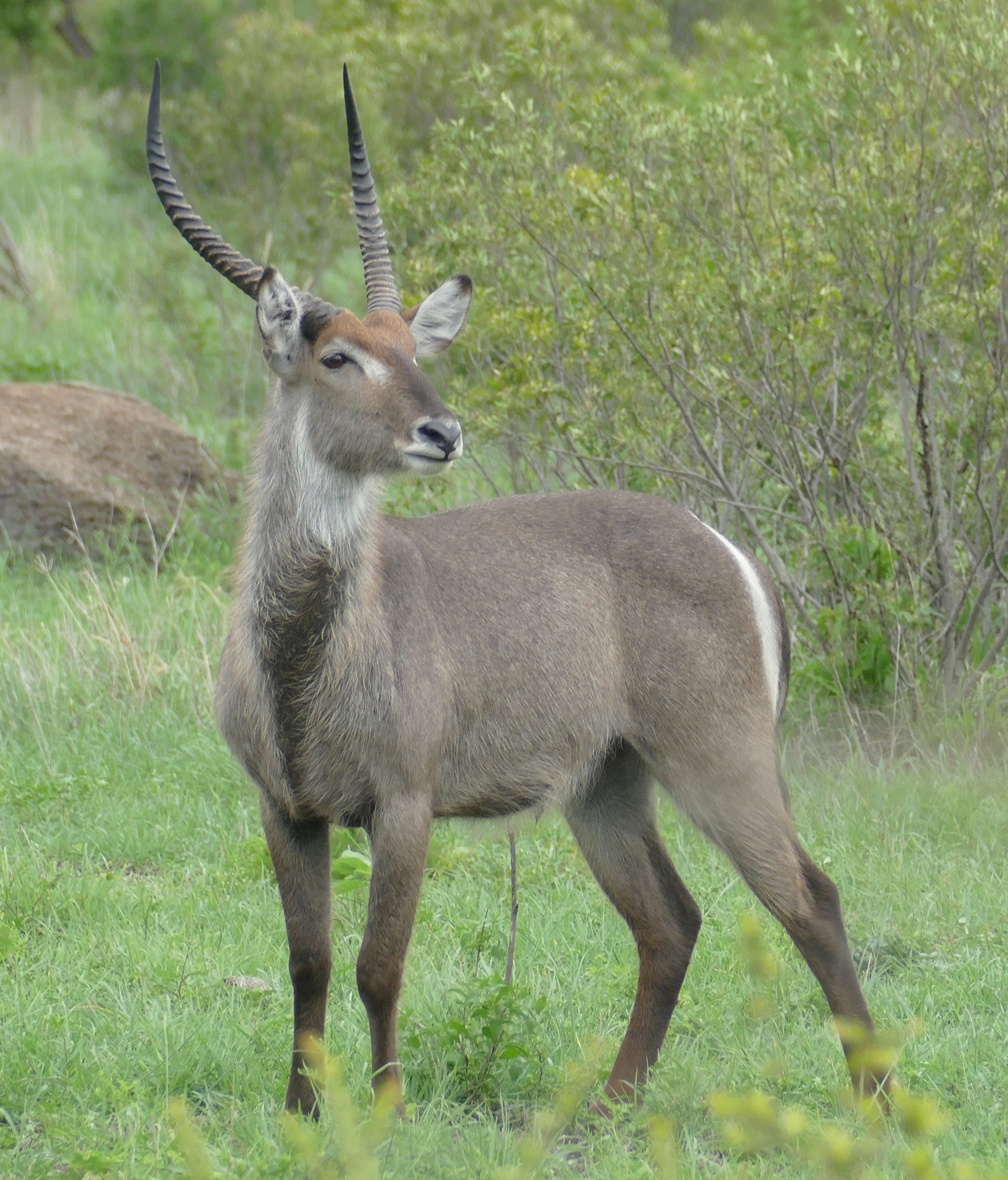
Antílope acuático presente en el complejo de Gamba. (imagen del parque Kruger)

El Complejo de áreas protegidas de Gamba tiene una extensión de 15.000 km2 a lo largo de tres provincias, Ogooué-Maritime, Nyanga y Ngounié. Es una de las áreas protegidas más grandes de Gabón, que engloba dos parques nacionales: Loango (conocido por su macrofauna terrestre y marina) y Moukalaba-Doudou (conocido como refugio de grandes simios en sus colinas); dos sitios Ramsar: Petit Loango y Setté Cama, varias reservas naturales (Petit Loango, montes Doudou, llanura de Ouanga y Moukalaba) y varias exreservas de caza (Setté-Cama, Iguéla y Ngové-Ndogo) en la costa y sudoeste de Gabón, al sudeste de Port-Gentil. También alberga una concesión forestal sostenible, certificada por el Forest Stewardship Council (FSC); una explotación petrolífera y varias concesiones agroindustriales, y dos ciudades Mandji, de 300 hab. y Gamba, con casi 11.000 hab. Los hábitats costeros incluyen playas y estuarios, con dos grandes lagunas, Iguéla y Ndogo, manglares y matorrales costeros, bosques de costa y sabanas. Se intercalan bosques secos con bosques mixtos pantanosos, y parches boscosos en la sabana. Se han registrado 470 especies de aves, entre ellas 6 de interés global: el picatartes cuelligrís y el tejedor de Loango son residentes y anidan en pequeñas colonias en la palmera de Senegal, en la sabana costera. Las otras cuatro son visitantes: el flamenco enano, la agachadiza real, la canastera alinegra y el charrancito de Damara. Entre los grandes mamíferos hay elefantes, gorilas, chimpancés y manatí africano en las lagunas y estuarios. También hay antílope acuático y tres especies de cocodrilo. Es zona de interés para las aves.

## Sitios Ramsar

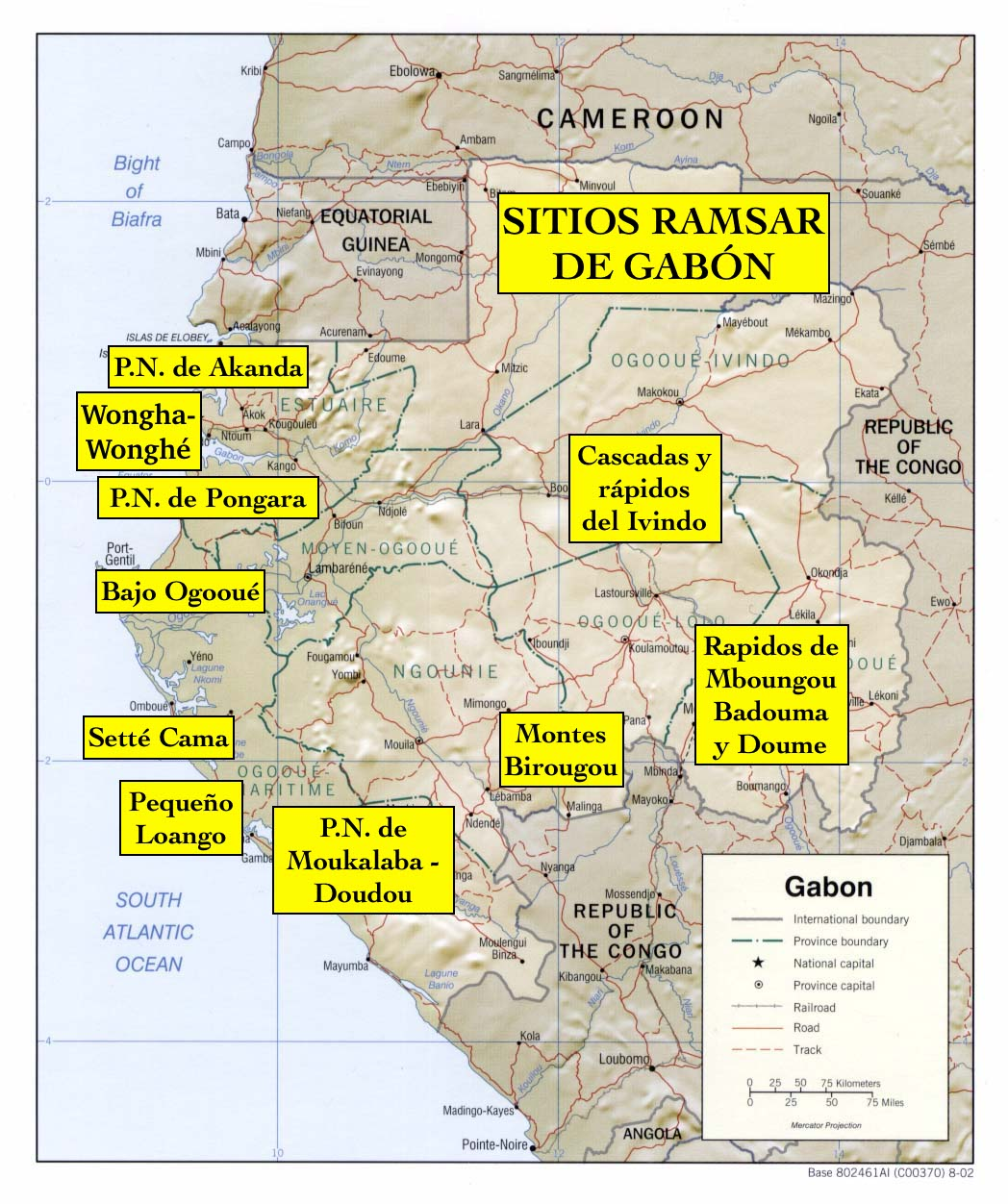
Sitios Ramsar de Gabón

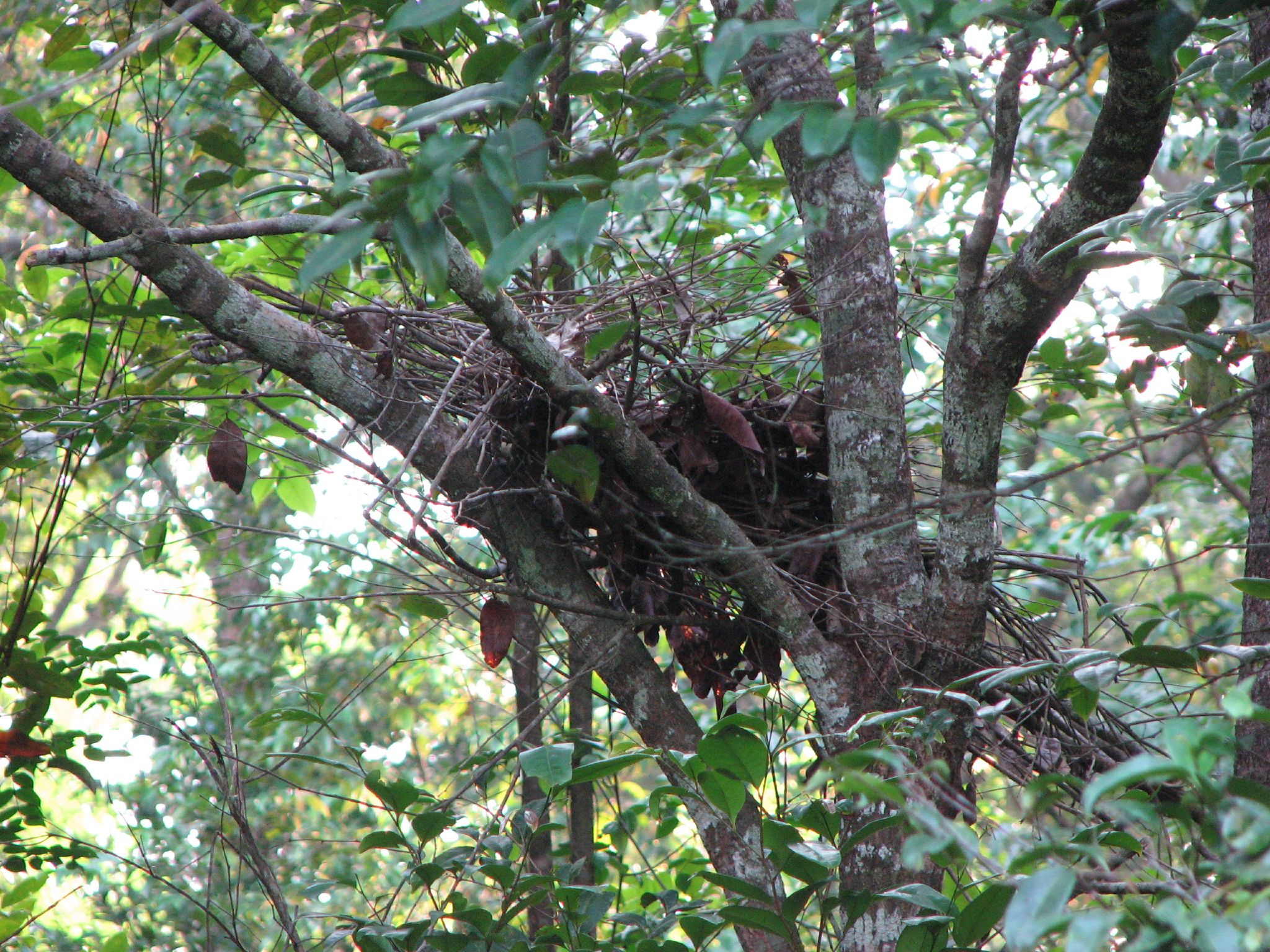
Cama de gorilas en Setté Cama

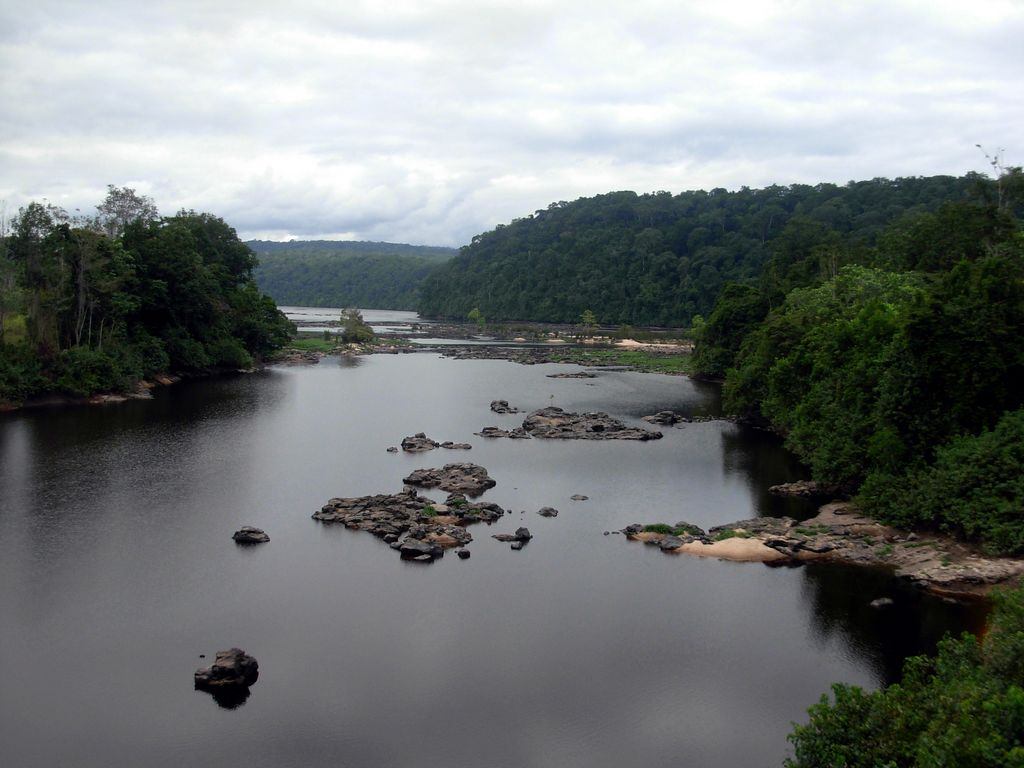
Río Ogooué

- Wonga-Wonghé, 3800 km². En la provincia de Ogooué-Maritime, la reserva de Wonga Wongué es un área natural protegida reconocida como sitio Ramsar y con el estatuto de reserva de caza para uso del presidente de Gabón desde 1972. Cubre una zona litoral del océano Atlántico con alturas que van desde 0 a 200 m, y se extiende hacia el interior formando llanos, colinas, mesetas diseccionadas por numerosos ríos costeros de pequeño tamaño, marismas y pantanos. Es la única reserva donde pueden verse en la playa hipopótamos, elefantes, búfalos, gorilas o chimpancés. Hay también aves marinas, como el pelícano.

- Sitio Ramsar Petit Loango, 4800 km². En la provincia de Ogooué-Maritime, frente a la costa, forma parte del complejo sistema lagunar de Iguela, una suave llanura costera con varios lagos, dieccionada por pequeños ríos y pantanos permanentes, sabanas, manglares y bosques tropicales. Hay hipopótamos, gorilas y elefantes, y especies amenazadas como las tortugas laúd, verde y carey. Entre las aves abunda el género Sterna de charranes y gaviotas.[16]

- Sitio Ramsar Setté Cama, 2200 km², 02°44′S 10°11′E. En la provincia de Ogooué-Maritime, frente a la costa, en el sur del país, comprende una reserva natural y una concesión de caza. Es una llanura arenosa ondulada con varios lagos, entre ellos la laguna Ndogo, con pantanos y humedales intercalados con sabana. Hay 15 tipos de murciélagos, 75 de anfibios y reptiles y más de 450 de aves, así como hipopótamos, elefantes y duikers. El área se utiliza para la investigación científica de tortugas y ballenas y para el turismo, pero también se extrae agua de la laguna para la ciudad de Gamba, puerto al sur de la bahía de la laguna de Ndogo, donde se halla una de las dos terminales petroleras de Gabón (la otra está en Cabo López).[17]

- Parque nacional de Akanda, 540 km²

- Parque nacional de Pongara, 929 km²

- Bas Ogooue, 8627 km², 00°41′N 10°09′E. Es una vasta llanura aluvial de unos 200 km de largo por 70 km de anchura con pantanos, ríos y lagos al oeste del país, en la provincia de Moyen-Ogooué. La mitad del lugar está cubierto de una densa selva, con pantanos de ribera y sabana. hay especies amenazadas como gorilas, chimpancés, elefantes, búfalos, mandriles, manatíes africanos e hipopótamos. También hay garzas, cormoranes africanos y halcones, y entre los peces tilapias y carpas. El lugar está amenazado por las poblaciones locales.[18]

- Cascadas y rápidos del Ivindo, 1033 km², 00°05′N 12°22′E. Dentro del Parque nacional de Ivindo, es una amplia penillanura con valles en su interior y una amplia red hidrográfica con ríos cascadas, rápidos y pantanos. Hay tres de las cinco aves acuáticas encontradas únicas de Gabón y Camerún, como el batis de Verreaux, y varias poblaciones de peces adpatadas a las corrientes, como las especies Atopochilus savorgnani y Doumea typica, además de los géneros Nannocharax y Labeo.[19] En el parque hay gorilas, chimpancés y elefantes de bosque. Al norte se encuentra la reserva integral de Ipassa (makokou), donde se encuentra la estación de investigación de Ecología Tropical (IRET), activa desde los años 1960.[20]

- Rápidos de Mboungou Badouma y de Doume, 595 km², 00°05′N 12°22′E. A lo largo del curso del río Ogooué. Hay 140 km de rápidos en esta red que desagua varios ríos. Hay búfalos, elefantes, gorilas, monos, tilapias y carpas, pero también hay un exceso de explotación forestal y la contaminación de las minas de uranio y manganeso.[21]

- Sitio Ramsar de los montes Birougou, 5368 km², 01°58′S 12°16′E. En la provincia de Ogooué-Lolo, en el centro del país, incluye y amplía con mucho el Parque nacional de Birougou. Comprende bosques, pantanos, sabana, cascadas, cuevas, valles y zonas montañosas entre 800 y 900 m, que son la fuente de los ríos Nyanga y Ngounié, así como sus principaes afluentes. El bosque es apeovechado por las comunidades locales. En él viven unas 20 especeis de primates, entre ellos gorials, chimpancés, mandriles y cercopiteco de Gabón, también se encuentran cocodrilo enano, elefante africano de bosque y elefante africano de sabana, entre otros. La zona tiene un importante valor cultural y religioso para el país. Las amenazas son la pesca y la explotación minera y forestal.[22]